# جورج فوستر بيرس
جورج فوستر بيرس (بالإنجليزية: George Foster Pierce) هو قسيس أمريكي، ولد في 1811، وتوفي في 1884.